# Championnat de France de football de deuxième division 1952-1953
Navigation
Division Interrégionale 1951-1952 Division Interrégionale 1953-1954
Le Championnat de France de football D2 1952-1953 avec une poule unique de 18 clubs, voit l’attribution du titre au Toulouse FC, qui accède à la première division en compagnie de l'AS Monaco et du RC Strasbourg.

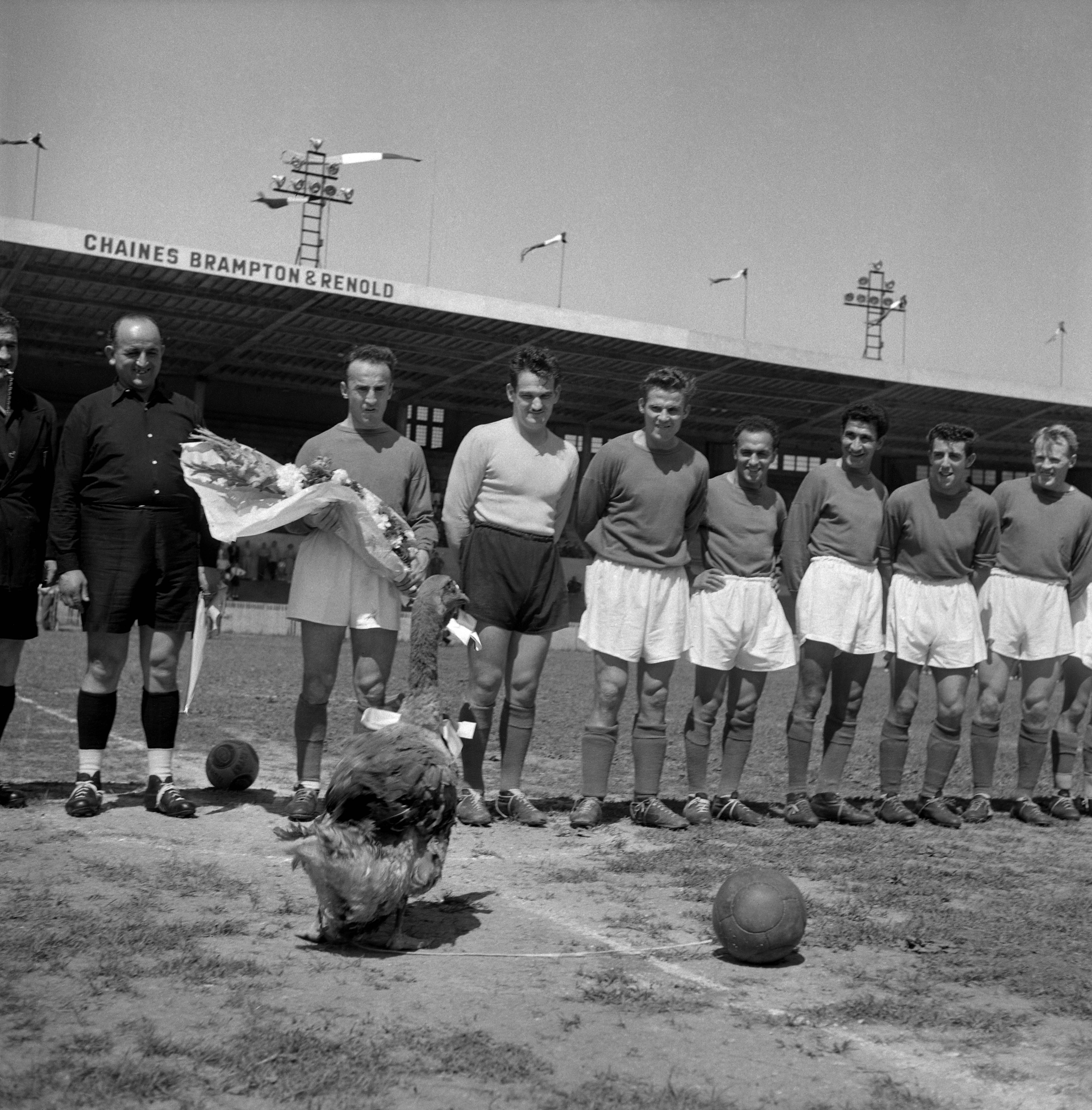
Le TFC champion de France de Division II, en 1953.

## Les 18 clubs participants
| - Olympique d'Alès - SCO Angers - RCFC Besançon - AS Béziers - AS Cannes - FC Grenoble - Olympique lyonnais - AS Monaco - FC Nantes | - CA Paris - FC Perpignan - Red Star Olympique - FC Rouen - RC Strasbourg - SC Toulon - Toulouse FC - AS Troyes - Valenciennes FC |

## Classement final
| #  | Club               | Joués | V  | N  | D  | bp:bc | +/- | Points |
| -- | ------------------ | ----- | -- | -- | -- | ----- | --- | ------ |
| 1  | Toulouse FC        | 34    | 26 | 4  | 4  | 92-29 | +63 | 56     |
| 2  | AS Monaco          | 34    | 24 | 7  | 3  | 88-23 | +65 | 55     |
| 3  | RC Strasbourg      | 34    | 23 | 7  | 4  | 87-32 | +55 | 53     |
| 4  | AS Troyes          | 34    | 17 | 8  | 9  | 59-33 | +26 | 42     |
| 5  | RCFC Besançon      | 34    | 18 | 5  | 11 | 69-47 | +22 | 41     |
| 6  | FC Nantes          | 34    | 16 | 7  | 11 | 60-59 | +1  | 39     |
| 7  | FC Grenoble        | 34    | 14 | 8  | 12 | 57-62 | -5  | 36     |
| 8  | Olympique lyonnais | 34    | 12 | 9  | 13 | 41-54 | -13 | 33     |
| 9  | FC Perpignan       | 34    | 12 | 8  | 14 | 59-64 | -5  | 32     |
| 10 | AS Cannes          | 34    | 11 | 10 | 13 | 48-54 | -6  | 32     |
| 11 | FC Rouen           | 34    | 11 | 9  | 14 | 48-43 | +5  | 31     |
| 12 | SCO Angers         | 34    | 12 | 6  | 16 | 50-61 | -11 | 30     |
| 13 | Valenciennes FC    | 34    | 8  | 9  | 17 | 45-72 | -27 | 25     |
| 14 | AS Béziers         | 34    | 8  | 9  | 17 | 41-69 | -28 | 25     |
| 15 | SC Toulon          | 34    | 9  | 6  | 19 | 37-64 | -27 | 24     |
| 16 | CA Paris           | 34    | 8  | 5  | 21 | 32-65 | -33 | 21     |
| 17 | Red Star Olympique | 34    | 7  | 6  | 21 | 33-81 | -48 | 20     |
| 18 | Olympique d'Alès   | 34    | 5  | 7  | 22 | 21-55 | -34 | 17     |

# position ; V victoires ; N match nuls ; D défaites ; bp:bc buts pour et buts contre
 Victoire à 2 points

## À l’issue de ce championnat
Du fait de l'élargissement de la Division à vingt clubs, il n'y a pas de relégation cette saison-là : 
- Le Toulouse FC, l’AS Monaco et le RC Strasbourg sont promus en championnat de première division.
- Équipes reléguées de la première division : le RC Paris, le Stade rennais UC et le SO Montpellier.
- Équipes passant pro et promues en D2 : l'Association sportive aixoise et le Club Sportif Sedan Ardennes.